# Гаплогруппа S (мтДНК)
Гаплогруппа S — гаплогруппа митохондриальной ДНК человека. Является потомком гаплогруппы N. Встречается среди аборигенов Австралии.
У одного из образцов в окрестностях озера Мунго в Австралии учёным удалось определить субкладу S2.